# Нуволенто
Нуволенто (итал. Nuvolento) — коммуна в Италии, в провинции Брешиа области Ломбардия.
Население составляет 3516 человек, плотность населения составляет 502 чел./км². Занимает площадь 7 км². Почтовый индекс — 25080. Телефонный код — 030.
Покровительницей коммуны почитается Пресвятая Богородица (Дева Мария Снежная), празднование 5 августа.